# Wilhelm Linder
Daniel Ulrik Wilhelm Linder, född 8 augusti 1855 i Uppsala församling, död 13 mars 1924 i Kvistrum, Gärdserums församling i Kalmar län, var en svensk sjömilitär och ämbetsman. 
Linder blev kommendörkapten 1897, var generallotsdirektör 1900–1920, statsrevisor 1894–1895, stadsfullmäktig i Stockholm 1895–1901 samt var ordförande i styrelsen för Tekniska högskolan och i direktionen för Stockholms navigationsskola. Linder utgav Lärobok i sjömanskap (1896).
Linder invaldes som ledamot av Örlogsmannasällskapet 1892 (hedersledamot 1900) och av Krigsvetenskapsakademiens andra klass 1898, av dess första klass 1901. Han blev riddare av Svärdsorden 1896 och av Nordstjärneorden 1899 samt kommendör av första klassen av Vasaorden 1902 och kommendör med stora korset av Nordstjärneorden 1911.
Han var son till domprosten Carl Wilhelm Linder och Ulla Wallenberg samt bror till författaren Ulla Linder.